# Eliezer Mayenda
Eliezer Mayenda Dossou (Zaragoza, 8 mei 2005) is een Spaans-Frans voetballer die doorgaans speelt als spits. In juli 2023 verruilde hij FC Sochaux voor Sunderland.

## Clubcarrière
Mayenda speelde in de jeugd van CD Ebro en kwam daarna in Frankrijk te spelen voor Breuillet FC en CS Brétigny, voor hij in 2019 terechtkwam bij FC Sochaux. Zijn professionele debuut maakte hij op 18 december 2021, thuis in de Coupe de France tegen FC Nantes (0–0, 4–5 na strafschoppen). Met zijn invalbeurt tijdens die wedstrijd werd hij de jongste speler in de clubgeschiedenis van FC Sochaux. Tijdens het seizoen erna kwam Mayeda voor het eerst in actie in de Ligue 2. Hier maakte hij ook zijn eerste doelpunt als profvoetballer, toen op 25 februari 2023 met 5–1 gewonnen werd van FC Annecy. De aanvaller sloot het seizoen 2022/23 af met vijftien wedstrijden en dat ene doelpunt.
In de zomer van 2023 maakte Mayenda voor een bedrag van circa achthonderdduizend euro de overstap naar Sunderland, waar hij zijn handtekening zette onder een verbintenis voor de duur van vijf seizoenen. Zijn eerste halve seizoen leverde acht optredens in het Championship op, waarna de club hem in de winterstop verhuurde aan Hibernian.
Na zijn terugkeer kwam Mayenda vaker aan spelen toe bij Sunderland. Tijdens de tweede speelronde van het seizoen 2024/25 scoorde hij voor het eerst voor de Engelse club; mede door twee treffers van hem werd Sheffield Wednesday met 4–0 verslagen. Hij bereikte met Sunderland de play-offs voor promotie naar de Premier League, waarin Sheffield United in de finale de tegenstander was. Mayenda opende de score, waarna Sunderland uiteindelijk met 1–2 won en zo promoveerde naar de Premier League. Zijn contract werd in augustus 2025 opengebroken en met twee jaar verlengd tot medio 2030.

## Clubstatistieken
| Seizoen | Club        | Competitie   | Competitie | Competitie | Beker | Beker | Internationaal | Internationaal | Nacompetitie | Nacompetitie | Totaal | Totaal |
| Seizoen | Club        | Competitie   | Wed.       | Dlp.       | Wed.  | Dlp.  | Wed.           | Dlp.           | Wed.         | Dlp.         | Wed.   | Dlp.   |
| ------- | ----------- | ------------ | ---------- | ---------- | ----- | ----- | -------------- | -------------- | ------------ | ------------ | ------ | ------ |
| 2021/22 | FC Sochaux  | Ligue 2      | 0          | 0          | 1     | 0     | —              | —              | —            | —            | 1      | 0      |
| 2022/23 | FC Sochaux  | Ligue 2      | 15         | 1          | 0     | 0     | —              | —              | —            | —            | 15     | 1      |
| 2023/24 | Sunderland  | Championship | 8          | 0          | 0     | 0     | —              | —              | —            | —            | 8      | 0      |
| 2023/24 | → Hibernian | Premiership  | 2          | 0          | 2     | 0     | —              | —              | —            | —            | 4      | 0      |
| 2024/25 | Sunderland  | Championship | 37         | 8          | 2     | 0     | —              | —              | 3            | 2            | 42     | 10     |
| Totaal  | Totaal      | Totaal       | 62         | 9          | 5     | 0     | 0              | 0              | 3            | 2            | 70     | 11     |

Bijgewerkt op 8 augustus 2025.